# Ashley Crow
Ashley Diane Crow (Birmingham (Alabama), 25 augustus 1960) is een Amerikaanse actrice.

## Biografie
Crow heeft gestudeerd aan de Universiteit van Alabama in Tuscaloosa en haalde in 1982 haar diploma op de Auburn Universiteit in Auburn (Alabama).
Crow begon in 1986 met acteren in de televisieserie As the World Turns. Hierna heeft zij nog meerdere rollen gespeeld in televisieseries en films zoals Champs (1996), Minority Report (2002) en Heroes (2006-2010).
Crow is in 1988 getrouwd met acteur Bill Shanks en zijn in 1993 gescheiden. Hierna is zij getrouwd met acteur Matthew John Armstrong.

## Filmografie

### Films
Uitgezonderd korte films
- 2016 The Remains - als Claire
- 2015 Little Paradise - als tante Laura
- 2014 Cake - als Stephanie
- 2002 Minority Report – als Sarah Marks
- 2000 Going Home – als Meg
- 1999 Silk Hope – als Natalie
- 1999 The Cracker Man – als Gloria Turner
- 1996 Dark Angel – als Anna St. Cyr
- 1996 Never Give Up: The Jimmy V Story – als Pam
- 1996 True Crime – als Roxanne
- 1994 Because Mommy Works – als Claire Forman
- 1994 Little Big League – als Jenny Heywood
- 1993 Final Appeal – als Dolores Brody
- 1993 The Good Son – als Janice
- 1991 Final Verdict – als Belle Rogers
- 1990 Kojak: None So Blind – als Debbie Hogarth
- 1990 Blue Bayou – als Morgan Fontenot

### Televisieseries
Uitgezonderd eenmalige gastrollen.
- 2011 - 2012 The Secret Circle – als Jane Blake – 11 afl.
- 2006 – 2010 Heroes – als Sandra Bennet – 41 afl.
- 2004 American Dreams – als zuster Mary Agnes – 2 afl.
- 2000 Party of Five – als Beth Colt – 2 afl.
- 1999 Turks – als Ginny – 13 afl.
- 1996 Champs – als Linda McManus – 12 afl.
- 1992 Middle Ages – als Cindy - 2 afl.
- 1991 A Woman Named Jackie – als Lee Bouvier Radziwill – 3 afl.
- 1988 Probe – als Michelle Castle – 7 afl.

- International Standard Name Identifier: 0000 0000 4727 4499
- Library of Congress Control Number: no2008072929
- Nationale Bibliotheek van Polen: a0000001275988
- Virtual International Authority File: 66280482
- WorldCat: E39PBJjxmRG8YbJR8c6kcM6kDq